# Lindenbrunn
Lindenbrunn ist der Name einer Klinik in Coppenbrügge in Niedersachsen. Die Geschichte der Klinik geht auf einen im Jahr 1531 urkundlich belegten Gesundbrunnen zurück. Im 18. und 19. Jahrhundert entstand um den Brunnen ein Kur- und Badebetrieb. Ab 1906 wurde die Einrichtung in Sanatorium Lindenbrunn umbenannt, seit 1969 Spezialkrankenhaus Lindenbrunn und seit 1996 Krankenhaus Lindenbrunn.

## Geschichte

### Erste Erwähnungen
Die älteste bekannte Urkunde von 1531 berichtet von verschiedenen Heilungen des „Gesundbrunnen“ an der Stelle des heutigen Krankenhauses. Eine um 1556 gefasste Schrift lautet: „Ein Schriftstück über die neu entdeckte Fonteyne oder Quelle, wo der allmächtige Gott seine Gaben täglich spüren lässt und die in der Grafschaft Spiegelberg gelegen ist, zwei Meilen Wegs von der Stadt Hameln an der Weser.“
Der neu entdeckte Gesundbrunnen wird auch im nächsten Jahrhundert von vielen Menschen aufgesucht, was einem um 1670 erschienenen Büchlein des Leibarztes des Generaliessmus von Pappenheim, Bollmann, entnommen werden kann. Sehr ausführlich beschäftigt sich mit dem Gesundbrunnen einer der frühesten Kenner der alten Grafschaft Spiegelberg, deren Grafen in Coppenbrügge ihren Hauptsitz hatten, der Historiker Baring im Jahr 1744: „Indessen könnte der sogenannte Schwefelbrunnen in der Coppenbrügger Landwehr leicht wieder emporgebracht werden, wann hiebey vor die Commodität der Brunnengäste gesorgt würde...“.
Im nächsten ausführlichen Bericht im Hannoverschen Magazin von 1770 werden neue Heilungen erwähnt, eine neue Fassung des Brunnens und Anpflanzungen von Lindenbäumen, die bis heute in den Aufgängen des Lindenbrunns erhalten sind. Das Coppenbrügge Bürgerbuch berichtet 1790 von dem Aufbau eines Badehauses mit Wohnmöglichkeit. Es entstand ein kleiner Kurbetrieb, der schon 1808 wegen des starken Zustroms erweitert werden musste.

### Entwicklung des Kurbetriebes ab 1850

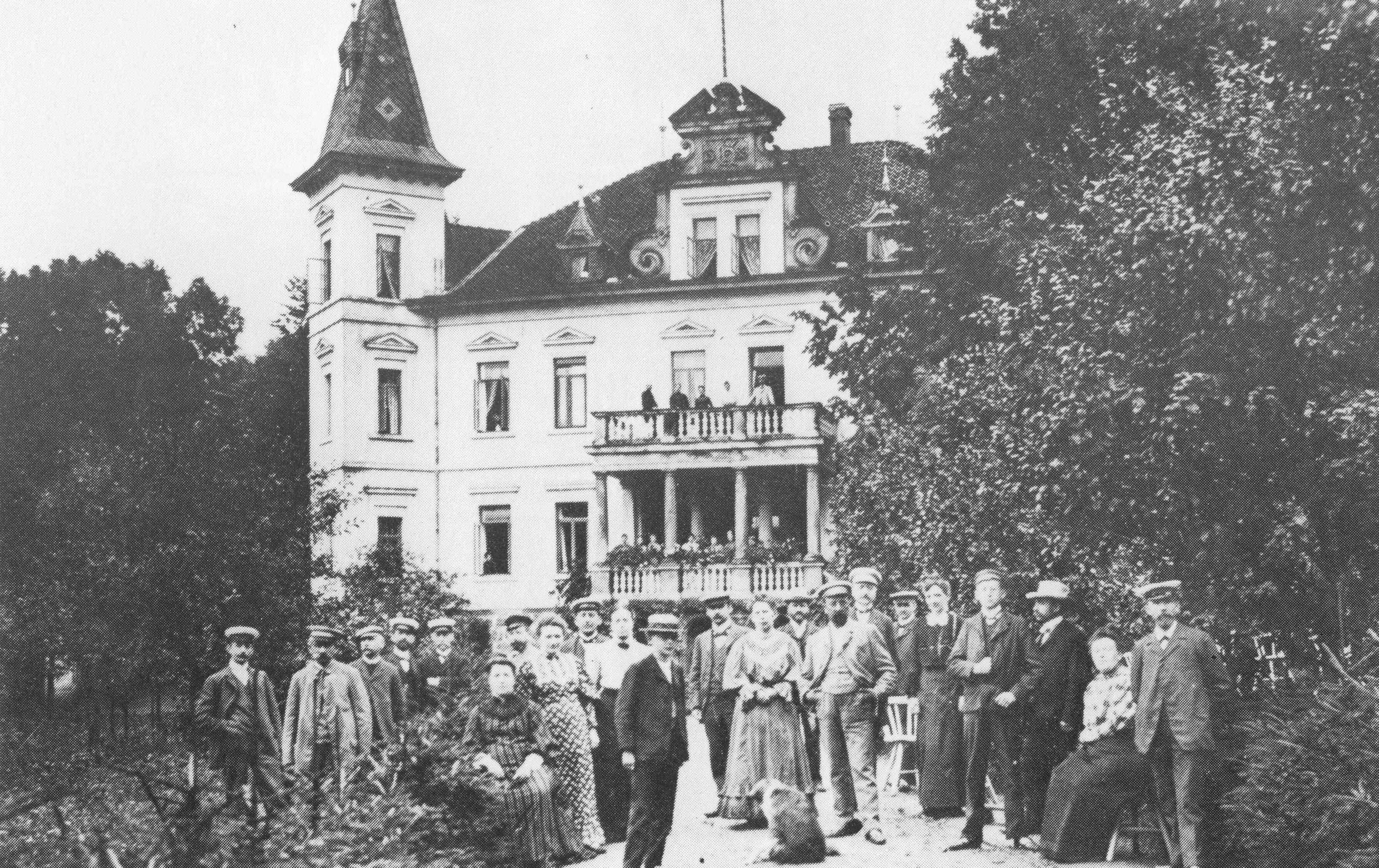
Das Herrenhaus im Jahr 1889

Um 1850 übernahm ein Baron von Münchhausen aus Voldagser Linie das Gelände um den Schwefelbrunnen und baute dort ein Gutshaus. Eine neue Epoche: Adel und Gutsbesitzer promenierten jetzt dort mit ihren Damen.
1889 erhielt das schlichte Herrenhaus einen schlossähnlichen Charakter durch den Einbau eines echten Weserrenaissance-Giebels mit Schnecken und Voluten, der von einem in Hameln abgebrochenen Patrizierhaus stammt.
Als die Hildesheimer Familie Bühring um die Jahrhundertwende hier ein Pflegeheim einrichtete, wurden im „Lindenbrunn“ wieder Kranke betreut. Schließlich wurde die Einrichtung im Jahr 1906 von Carl Netter übernommen und in „Sanatorium Lindenbrunn“ umbenannt.
Carl Netter gehörte zur Schule von Kneipp, also zu der therapeutischen Richtung, die heute als Naturheilkunde bezeichnet wird. Luft- und Sonnenbäder – damals noch durch einen undurchsichtigen Bretterzaun getrennt für Damen und Herren – große Wasserbecken und Wohnkabinen, entstanden. Das Haus selbst erhielt eine großräumige Wasser- und Badeanlage. Die alte Schwefelquelle trat gegenüber dem frischen, reinen Quellwasser etwas zurück: Güsse, Packungen, Wickel, Aufschläge, Wasserkuren in jeder Form wurden das Leitmotiv.
Als der Erste Weltkrieg ausbrach, befanden sich 104 Kurgäste im Sanatorium Lindenbrunn. Nach einer schweren Erkrankung Carl Netters entschloss sich am 1. April 1938 das Ehepaar Kleineberg, das mit der Tochter des Hauses durch eine Freundschaft eng verbunden war, die Einrichtung zu übernehmen. Ärztlicher Nachfolger des Sanitätsrates Netter wurde Pfister, der als fähiger und geistvoller Facharzt für innere Krankheiten galt, und einstmals zum Kreise der ärztlichen Betreuer des Königs Ludwig II. von Bayern gehörte. Nach Ausbruch des Zweiten Weltkrieges übernahm 1940 die deutsche Wehrmacht das Haus, um es in ein Lazarett umzuwandeln.

### Entwicklung nach Ende des Zweiten Weltkrieges

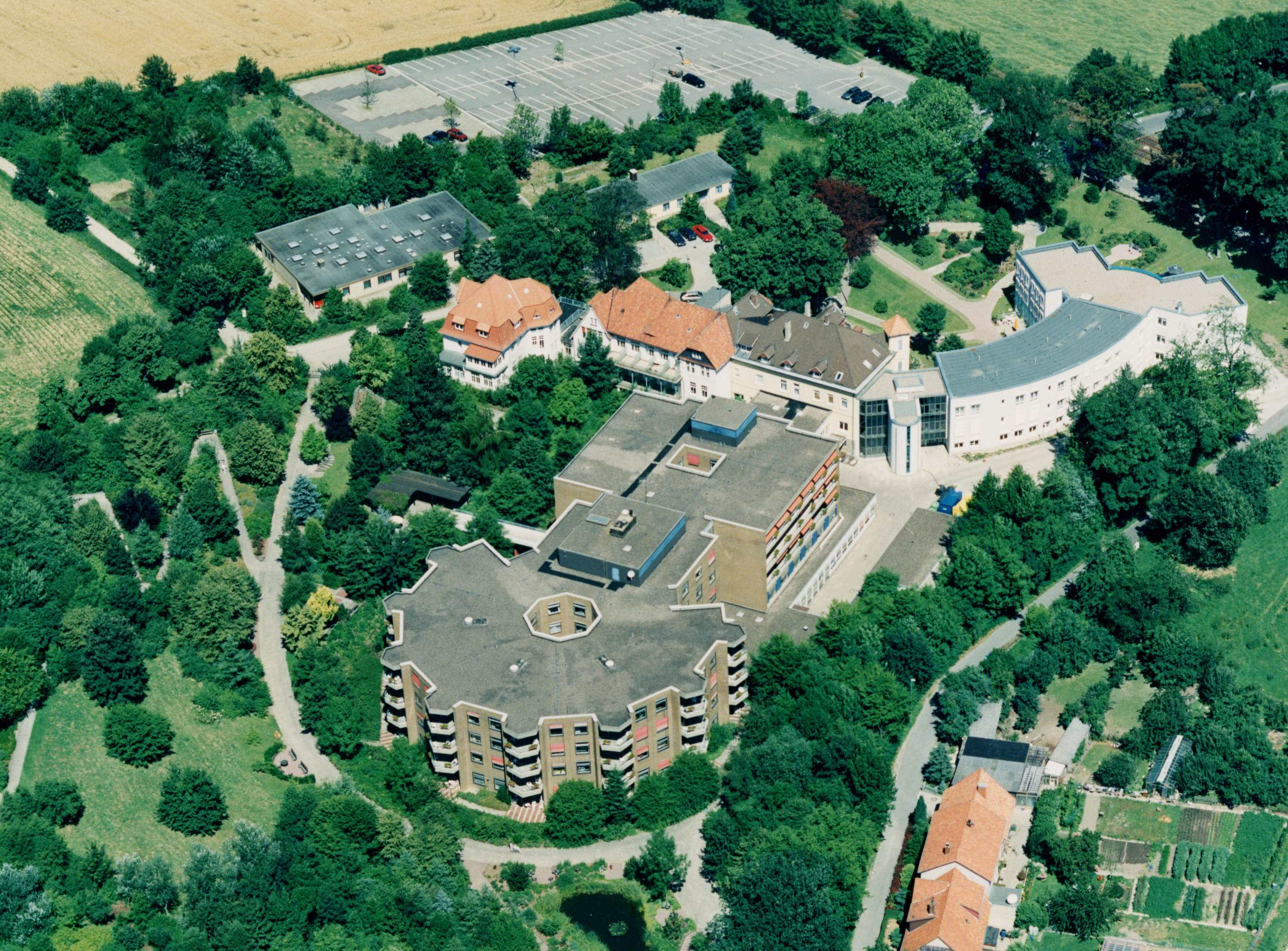
Luftbild 1996

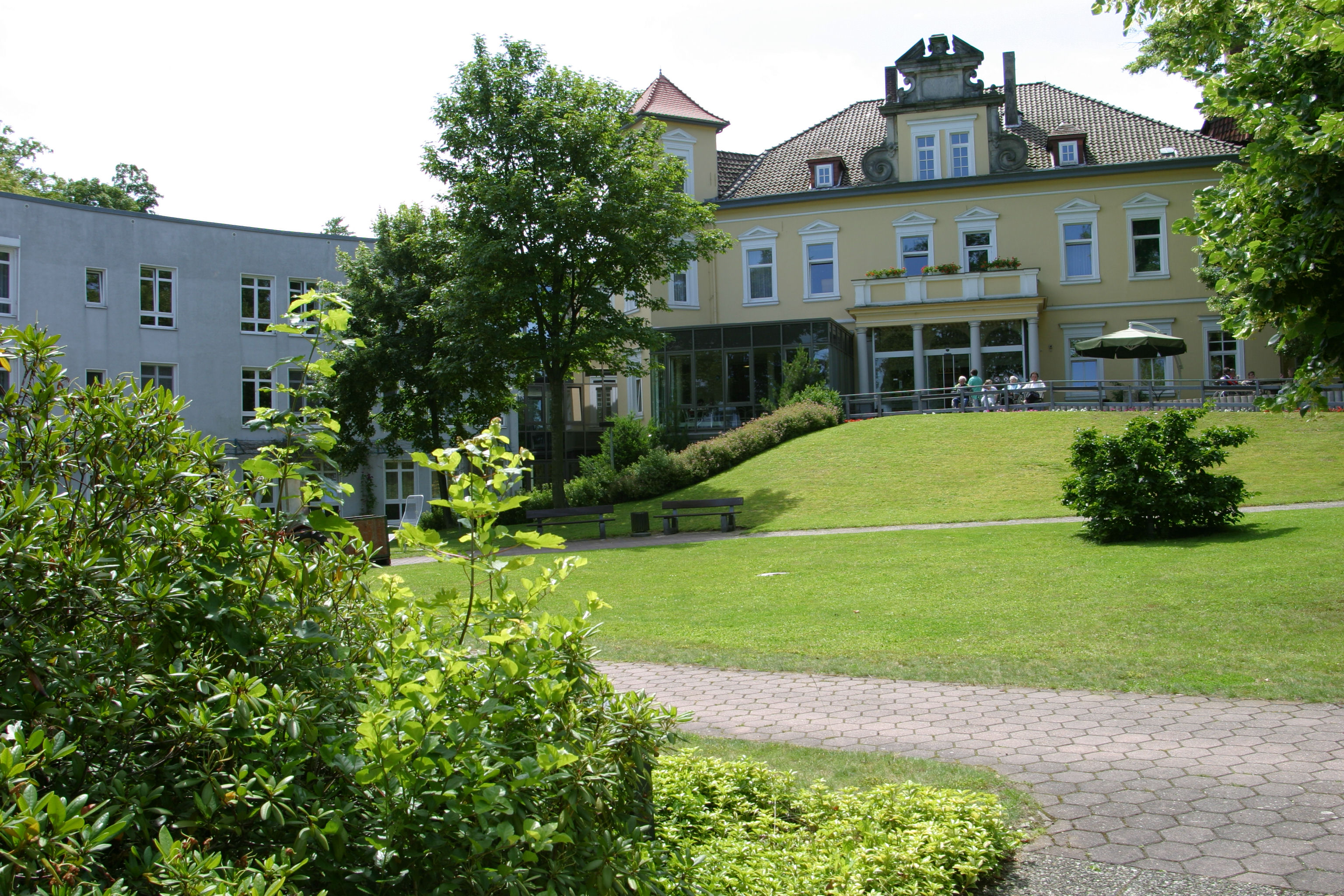
Haupteingang

Ab 1949 wurde ein Neuausbau mit zahlreichen Plänen umgesetzt, die bei Ausbruch des Zweiten Weltkrieges beiseitegelegt werden mussten. Aus der Wasserkur-Anlage wurde eine hydro-therapeutische Abteilung mit großen Behandlungsmöglichkeiten wie Suda-, Vierzellen- und Überwärmungsbädern, mit Inhalatorium, Tauch- und Tretbädern. Statt der alten Schwefelquelle erwies sich das moderne Stangerbad als weit heilkräftiger. An Stelle des alten Luftbades entstanden in einem Teil der Parkanlagen neue, große Liegehallen.
Am 8. September 1965 wurde in Hannover der Verein zur Betreuung von Schwerbehinderten e. V. gegründet, der seitdem Träger des Krankenhauses Lindenbrunn ist. In einem Gespräch mit dem Vereinsvorstand im Juli 1968 regte Sozialminister Kurt Partzsch an, das Sanatorium Lindenbrunn zu übernehmen. Bereits im Herbst wurde der Kaufvertrag für 1,7 Mio. DM geschlossen. Nach einer kurzen Umbauphase wird mit neuem Namen und 72 Betten das Spezialkrankenhaus Lindenbrunn im Mai 1969 seiner Bestimmung übergeben. Im November 1972 wurde ein 17,5 Mio. DM teurer Erweiterungsbau eröffnet und es entstand ein Spezialkrankenhaus mit 240 Betten, in dem Patienten mit chronischen Leiden sowie schwersten Verletzungsfolgen aufgenommen werden konnten.
Im Jahr 1996 erfolgte ein weiterer Umbau für 11,0 Mio. DM und das Haus, nur noch Krankenhaus Lindenbrunn genannt, spezialisierte sich auf die Behandlung von Geriatrie- und Neurologischen Patienten mit Schwer-Schädel-Hirnverletzungen.
Eine weitere Modernisierung erfolgte in den Jahren 2006 bis 2011 durch eine Komplettsanierung von 4 Stationen (128 Betten) mit einem Kostenvolumen von 4,5 Mio. Euro sowie durch Anschaffung moderner medizinischer Geräte.
Anfang des Jahres 2012 wurde der Bau einer neuen Großküche mit rund 1,0 Mio. Euro an Investitionskosten abgeschlossen.

## Gegenwart
Heute hat sich das Krankenhaus Lindenbrunn auf die Diagnostik, Therapie und Pflege von Patienten mit neurologischen und geriatrischen Erkrankungen spezialisiert. Es übernimmt in diesem Bereich die Patientenversorgung für den Landkreis Hameln-Pyrmont und die angrenzenden Landkreise. Träger des Krankenhauses ist der Gesundheits- und Pflegeeinrichtungen Lindenbrunn e.V. Vorsitzender des Trägervereins ist Carsten Vetter.
Die medizinische Versorgung erfolgt in der Geriatrie und Neurologie mit einer Gesamtkapazität von 212 Betten. Es werden ca. 3000 Patienten pro Jahr behandelt; insgesamt sind über 400 Mitarbeiter im Krankenhaus Lindenbrunn beschäftigt.